# Guerra de Biafra
La Guerra de Biafra o Guerra Civil de Nigèria (6 de juliol del 1967 al 13 de gener del 1970) fou el conflicte armat causat per l'intent de secessió de les províncies del sud-est de Nigèria sota el nom de República de Biafra. La guerra va arribar als mitjans de comunicació per la fam que va patir la població de les zones afectades i la consegüent acusació de genocidi dels igbos. Bernard Kouchner i altres doctors francesos que van estar a Biafra durant el conflicte van crear l'ONG Metges Sense Fronteres com a conseqüència d'aquesta guerra.

## Antecedents i cop militar de Nigèria
El 1960 Nigèria va obtenir la independència i es va constituir com una federació de tres regions. Aquestes tenien una gran autonomia. En aquell moment, els igbos eren entre el 60% i el 70% de la població del sud-est, els fulbe, el 65% del nord i els iorubes el 75% del sud-oest.
El 15 de gener del 1966 hi va haver un cop d'estat militar a Nigèria degut a les sospites de fraus a les eleccions, a les acusacions de corrupció i a la creixent polarització política. El cop d'estat va ser fet pels oficials més joves de l'exèrcit, la majoria igbos que eren de comandaments mitjans o baixos de tendències polítiques d'esquerres liderats pel major Chukwuma Nzeogwu.
Però la majoria de l'exèrcit va continuar sent fidel al seu govern i al seu comandant en cap, el general Johnson Aguiyi-Ironsi que va empresonar ràpidament els colpistes, va restablir l'ordre i va instaurar un règim militar; va esdevenir el nou cap d'estat i va deposar el president Nnamdi Azikiwe que estava a Londres en aquells moments. El general Aguiyi-Ironsi, un igbo catòlic, conegut afectuosament com a "Johny Ironside" des de quan fou comandant en cap de les forces de les Nacions Unides a la República del Congo, va suspendre la constitució i va dissoldre el poder legislatiu, va prohibir els partits polítics i va nomenar governadors militars a totes les regions i va formar un govern integrat per un Consell Suprem Militar i un Consell Executiu federal. Al mateix temps va augmentar el ressentiment al nord i a l'oest de Nigèria, a on el Cop d'Estat fou interpretat com una maniobra dels igbos per a prendre el poder.
Els pobles del nord de Nigèria van fer un contra-cop el 29 de juliol del 1966 que va ser dirigit pel alfèrez-coronel Murtala Mohammed. Aquest va donar el poder al coronel Yakubu Gowon. Degut als successius cops d'estat van augmentar les tensions interètniques i al setembre del 1966 hi va haver massacres a gran escala d'igbos cristians al nord del país; s'hi van assassinar entre 8000 i 30.000 igbos.
Degut al descobriment de grans quantitats de petroli al delta del riu Níger, les províncies del sud-est del país van ocupar aquesta regió per a ser autosuficient i més pròspers. Però l'exclusió del poder de les regions orientals va fer que molts temessin que els beneficis obtinguts del petroli fossin utilitzats pel benefici del nord i del sud-oest. Això va fer que els igbos demanessin la secessió.

## La Secessió
Odumegwu Ojukwu, governador militar d'Igboland, al·ludint a les massacres del nord i al frau electoral, va anunciar al parlament del sud la secessió de la regió del sud-est de Nigèria i el 30 de maig del 1967 (Segons algunes fonts el 29 de maig) va proclamar la República de Biafra com a estat independent. Tot i que gaudien de la simpatia europea i de moltes altres parts del món, el nou estat només va ser reconegut per quatre estats. Va ser impossible signar els intents d'acords de pau entre les dues parts.

### Els estats bel·ligerants
A la Guerra de Biafra hi van participar activament tres estats:
- Nigèria. Amb 60 milions d'habitants (inclosos els de Biafra) governats per militars amb recursos petrolífers i amb una població majoritària musulmana al nord i al centre. El seu exèrcit era un dels millors d'Àfrica, juntament amb Egipte i Sud-àfrica.
- Biafra: 12 milions d'habitants, ric en petroli, amb una majoria de població igbo (8 milions), majoritàriament cristians i animistes.
- República de Benin: Estat proclamat per les tropes de Biafra que va arribar a tenir 3 milions d'habitants.

## Guerra Civil

### Ofensives de Biafra
El govern nigerià va llençar una "acció judicial" per a recuperar el territori secessionista després d'un avançament de les forces de Biafra en un territori adjacent que no pertanyia als igbos. El 6 de juliol del 1967 va començar la guerra quan les tropes federals nigerianes van avançar en dues columnes cap a Biafra. La columna de la dreta va entrar a Nsukka el 14 de juliol i la de l'esquerra va prendre Garkem el 12 de juliol. Biafra va llençar una ofensiva el 8 de juliol quan 7000 rebels van travessar el riu Níger i van anar cap al centre de Nigèria passant per Benin City, que van ocupar entre l'11 d'agost i el 16 d'agost. La República de Benin també s'havia proclamat república independent feia poc. Després, els biafrans van ocupar la ciutat d'Ore el 21 d'agost, que està a 130 milles a l'est de l'antiga capital de Nigèria, Lagos. Tot i que Benin City va tornar a mans dels nigerians el 22 de setembre, Biafra va complir amb èxit el seu primer objectiu d'assetjar el màxim possible de tropes federals de Nigèria. A Nigèria li van caldre quatre batallons de la Segona Divisió d'Infanteria per a fer retrocedir a Biafra i eliminar les conquestes territorials que aquests havien aconseguit. Però quan les tropes nigerianes van intentar travessar el riu Nïger van ser expulsats tres vegades.

### Contraatac nigerià
Llavors els nigerians van frenar les seves ofensives i van començar un període de setge de Biafra. Van començar conquerint ciutats del sud del Golf de Biafra: Port Harcourt el 26 de juliol i Calabar el 18 d'octubre. Al nord de Biafra, la capital, Enugu, va caure el 4 d'octubre del 1967. Biafra va resistir a les terres centrals igbos que foren rodejades pels nigerians.
Tot i això, la reorganització de l'exèrcit nigerià, la reticència de l'exèrcit biafreny a llençar nous atacs i els efectes del bloqueig naval, aeri i terrestre sobre Biafra portaren a un canvi en l'equilibri de forces. El pioner de l'aviació, el suec Carl Gustav von Rosen va ajudar a Biafra amb una petita brigada d'avions.

### Emboscada d'Abagana
El 31 de març del 1968 una columna de 6000 soldats nigerians sota el comandament del coronel Murtala Mohammed es dirigia d'Enugu cap a Onitsha per un camí selvàtic quan a foren emboscats a prop del poble d'Abagana per forces rebels sota el comandament del major Jonathon Uchendu. Els soldats nigerians foren massacrats. En aquesta batalla s'hi comptaren 7000 morts (6000 nigerians i 1000 rebels). Aquesta és la victòria més important de Biafra i va significar la destitució del comandant Murtala Mohammed a la zona d'Onitsha. Després d'aquesta batalla, els nigerians van preferir rodejar Biafra matant de fam a la seva població i esperar que aquesta es debilités per a atacar una altra vegada.

### El setge de Biafra

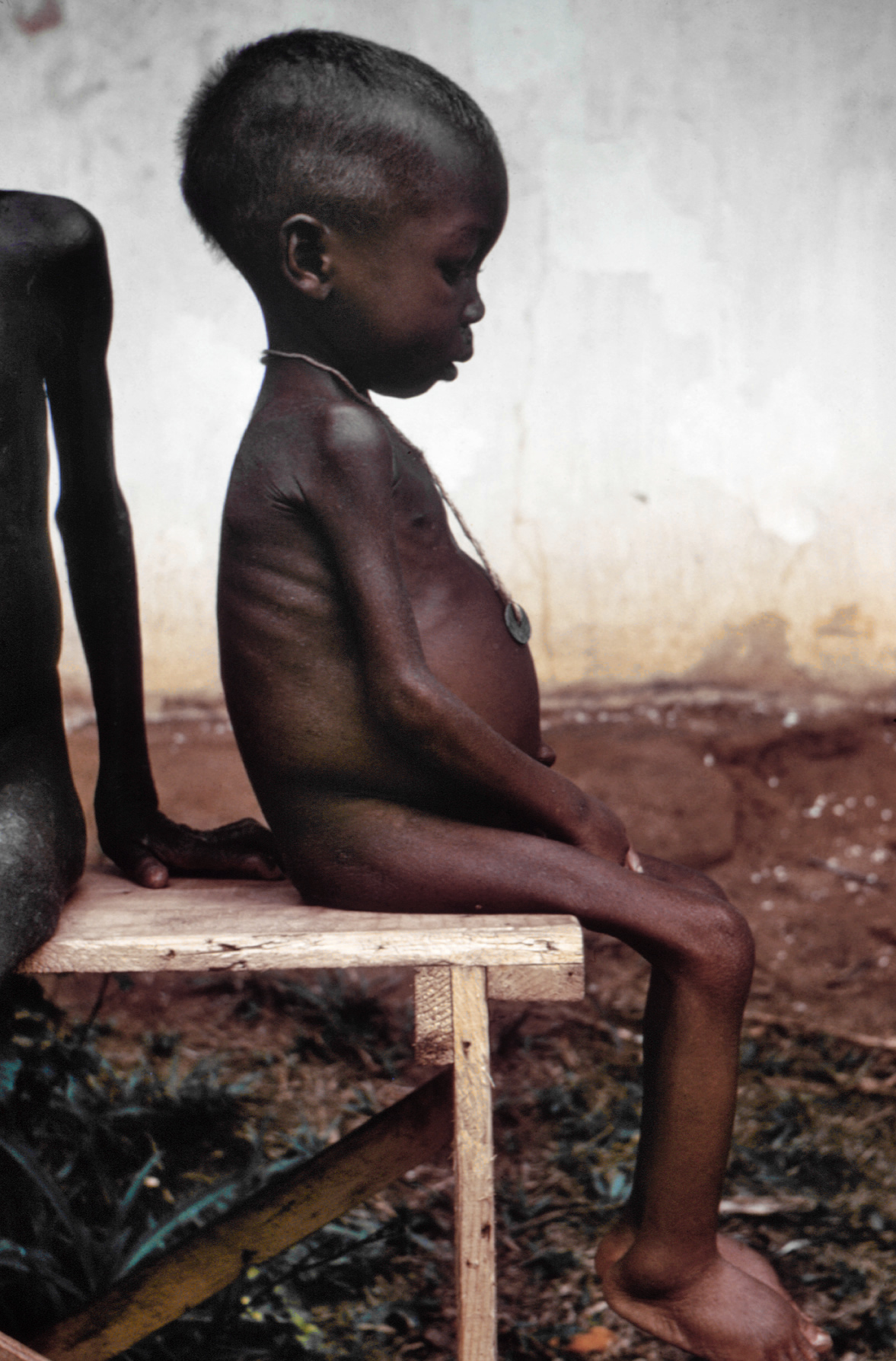
Foto d'un infant en un camp de refugiats de la guerra de Biafra.

A partir del 1969 la guerra va romandre en unes llargues taules, ja que les tropes nigerianes eren incapaces d'avançar significativament a les zones sota control de Biafra. Però entre l'abril i el juny d'aquest any hi ha una ofensiva important de Nigèria gràcies als avançaments en els dos fronts del nord i a la conquesta de Port Harcourt el 19 de maig. El poble igbo va patir un desastre humanitari molt important com a conseqüència d'aquest setge, i les poblacions van patir fam i inanició, ja que les tàctiques de l'exèrcit nigerià eren sabotejar les terres de cultiu de Biafra. Imatges dels nens biafrenys afectats per la fam van fer la volta al món i el govern de Biafra va acusar Nigèria d'utilitzar la fam i el genocidi per a guanyar la guerra, demanant l'auxili de les nacions del món.
Hi va haver molts grups de voluntaris que van organitzar vols d'ajuda a Biafra. Nigèria també va acusar al govern de Biafra de reclutar a mercenaris estrangers per a prolongar la guerra. Un dels doctors voluntaris de la Creu Roja francesa fou Bernard Kouchner que crearia l'ONG Metges Sense Fronteres després de la Guerra de Biafra.
Aquests voluntaris i els treballadors biafrenys dels hospitals i centres de salut foren atacats per l'exèrcit nigerià i foren testimonis dels assassinats i la inanició dels civils. Quan Kouchner tornà a França va posar l'atenció pública en el conflicte de Biafra i va criticar obertament el genocidi que estaven practicant els nigerians i va demanar la implicació internacional per a solucionar-ho.
Durant el 1968 i part del 1969, degut a les dificultats logístiques, les forces federals de Nigèria no van poder donar el cop de gràcia a una guerra que tenien gairebé guanyada. Tot i l'ajuda exterior i el mal polític que havia rebut Nigèria, Biafra cada vegada controlava una zona més petita. Onitsha va caure el 22 de març del 1968, Aba ho va fer el 28 d'octubre i Ogoja i Owerri el 18 de setembre. Però els biafrenys van llençar una ofensiva desesperada al maig del 1969 per a mantenir el desequilibri entre els nigerians i prolongar l'existència de la nació separatista el màxim possible. Van aconseguir recuperar Owerri (26 de maig) i ONitsha (23 de juliol). Els van ajudar pilots mercenaris estrangers que els proporcionaven menjar, medicaments i armes. Tot i això, les tropes nigerianes van aconseguir aturar l'ofensiva.
El 23 de desembre l'exèrcit federal va llençar la seva ofensiva final amb 120.000 soldats. A finals d'any ja havien aconseguit dividir el territori de Biafra en dues parts. El 7 de gener del 1970 es llança l'operació "Vent de Cua". Owerri i Uli van caure el 9 i 11 de gener respectivament. El dia 12 de gener es va rendir el líder de Biafra, Effiong.
La guerra va acabar el 15 de gener del 1970 amb la rendició final de les forces de Biafra a Umuhaia, l'última ciutat que controlaven. El 8 de gener Ujukwu havia fugit a l'exili cap a Costa d'Ivori deixant els detalls de la rendició al seu vicepresident i successor, Philip Effiong. Tot i la sorpresa de la resta del món, els nigerians no van fer les represàlies i massacres que havien promès i van intentar arribar a una reconciliació.

## Seqüeles
Després del 1960 Nigèria ha patit més de dotze cops d'estat. La guerra va ser molt costosa per a Nigèria en nombre de vides humanes, en diners i la seva imatge internacional va resultar molt afectada. S'estima que van morir uns 3 milions de persones a causa del conflicte, sobretot per fam i malalties; uns 3 milions d'igbos van fugir com a refugiats a Camerun (a més d'un altre milió que ho havia fet durant els dies anteriors a la guerra). La reconstrucció s'ha pagat amb els beneficis de l'exportació de petroli. Tot i això, les antigues tensions ètniques i religioses han continuat caracteritzant la vida política nigeriana. El govern va continuar estant en mans dels militars durant molts anys i els habitants de les zones petrolíferes reclamen una repartició justa dels beneficis que se n'extreien. S'han aprovat lleis segons les que els partits polítics no poden tenir orígens ètnics o tribals. Però això ha estat difícil que es portés a terme.
El 29 de maig del 2000 el diari The Guardian of Lagos va informar que el president Olusegun Obasanjo retirava els càrrecs contra tots els militars que van lluitar a favor de la secessió de Biafra. En una retransmissió nacional, va afirmar que aquesta decisió estava basada en el principi que "la justícia havia d'estar sempre suavitzada per la compassió". També es creu que Obasanjo amb això, va agrair als igbos que l'haguessin donat suport electoral.

## Cronologia
Cronologia de la Guerra de Biafra:
- 1967
  - 30 d'abril: Biafra proclama la seva independència.
  - 19 de maig: La infanteria de Marina nigeriana ocupa Port Harcourt, al Delta del Níger.
  - 6 de juny: Ofensiva nigeriana per a reconquerir Biafra. Inici de la guerra.
  - 11 d'agost: L'ofensiva de Biafra captura Benin City.
  - 16 d'agost: Proclamació de la República de Benin pels fiafrenys.
  - 22 de setembre: Els nigerians recuperen Benin City.
  - 4 d'octubre: Els nigerians capturen la capital de Biafra, Enugu.
  - 18 d'octubre: La infanteria de Marina dels nigerians ocupa Calabar.
- 1968
  - 22 de març: Els nigerians ocupen Onitsha.
  - 28 d'agost: Els nigerians prenen Aba.
  - 18 de setembre: Tropes nigerianes prenen Ogoja i Owerri.
- 1969
  - 22 d'abril: Umuahia cau en poder dels nigerians, que la tornaran a perdre al cap de poc temps.
  - 26 d'abril: Els biafrenys recuperen Owerri.
  - 23 de juliol: Biafra recupera la ciutat d'Onitsha.
- 1970
  - 15 de gener: Rendició de Biafra a Umuahia. Fí de la Guerra de Biafra.